# Riemvis
De riemvis (Regalecus glesne) is een vis uit de orde van de koningsvissen en de familie van de riemvissen die bestaat uit twee geslachten en in totaal vier soorten. Het is de langste beenvis ter wereld, die gemiddeld circa drie meter lang is. De maximumlengte is minstens elf meter; er zijn exemplaren van zeventien meter gerapporteerd maar niet wetenschappelijk onderzocht. In veel talen heet de vis de "haringkoning"; de 16e-eeuwse Hollander Adriaen Coenen geeft in zijn Visboeck echter een beschrijving van de haringkoning die naar de mul lijkt te verwijzen. Tussen beide vissoorten bestaat overigens geen nauwe verwantschap.

## Beschrijving

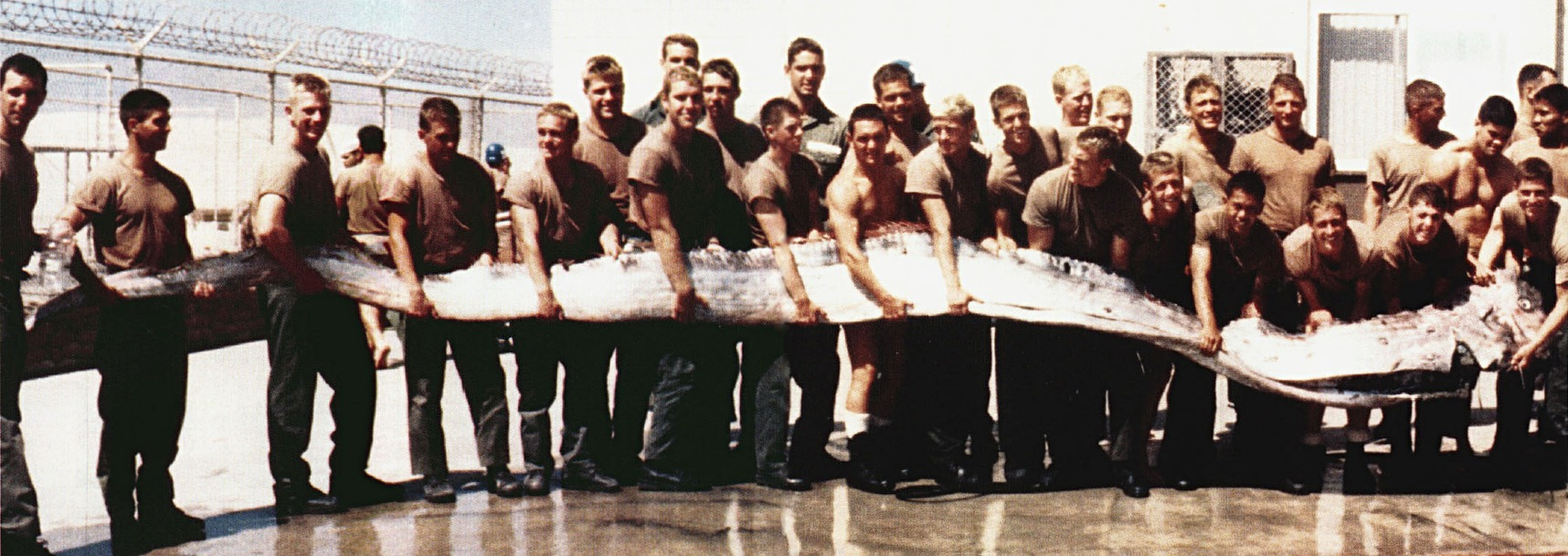
Gevangen riemvis in San Diego, California (1996)

De riemvis heeft een langgerekt riemvormig lichaam. Het lichaam is zilverkleurig met verticale golfvormige zwarte lijnen, de vinnen zijn rood tot rozeachtig. De mond is opvallend fel naar boven gericht en staat bijna verticaal. De riemvis heeft een karmijnrood gekleurde rugvin met naar achter gerichte vinstralen over de hele lengte van zijn lichaam. De eerste 10 tot 12 vinstralen zijn bijzonder lang. De riemvis heeft geen aarsvin.

## Leefwijze en voorkomen
Deze soort wordt wereldwijd aangetroffen in tropische en gematigde zeeën en oceanen, van 52°ZB tot 72°NB, waar hij leeft op een diepte van 20 tot 1000 meter. Hij voedt zich voornamelijk met zoöplankton maar ook met kleine ongewervelden, zoals pijlinktvissen, kleine garnalen (krill) en visjes.
De riemvis wordt zelden levend aangetroffen. Soms spoelen ze aan, en meestal zijn dit dan dode exemplaren. Toch wordt de soort af en toe waargenomen, al zwemmend vlak onder de zeespiegel. Mogelijk heeft deze soort zo in het verleden een bron gevormd voor de verhalen over reuzenzeeslangen. Op 8 februari 2010 toonden onderzoekers van Louisiana State University een film met een riemvis in de Golf van Mexico. Het dier had een geschatte lengte van vijf tot tien meter.

### Vondst in Nederland
Op 19 mei 2009 spoelden op Texel en Vlieland twee ongeveer dertig jaar oude riemvissen aan, van respectievelijk 3,20 en 3,30 meter. Hoewel de riemvis ook in de Noordzee voorkomt, was het volgens bioloog Pierre Bonnet van Ecomare op Texel de eerste keer dat deze vissen in Nederland aanspoelden. De vis werd dan ook niet genoemd in de Catalogue of fish species of The Netherlands uit 1974.